# 1969 na rádio
Nesta página encontrará referências aos acontecimentos directamente relacionados com a rádio ocorridos durante o ano de 1969.

## Nascimentos
| Data | Nome            | Profissão               | Nacionalidade | Observações | Ref   |
| ---- | --------------- | ----------------------- | ------------- | ----------- | ----- |
| ??   | Catarina Portas | jornalista e empresária | Portugal      |             | [ 1 ] |

## Mortes
| Data | Nome | Profissão | Nacionalidade | Observações | Ref |
| ---- | ---- | --------- | ------------- | ----------- | --- |